# General of the Army (Vereinigte Staaten)

Rangabzeichen „General of the Army“

Der General of the Army (deutsch General des Heeres) ist ein Fünfsternegeneral (OF-10) und der zweithöchste mögliche Dienstgrad in der U.S. Army. Der Rang wurde nur an fünf Personen vergeben. Das Äquivalent in der US-Marine dazu ist der Fleet Admiral und in der US Air Force der General of the Air Force. Vergleichbare Ränge dazu wären Marschall, Feldmarschall, Generalfeldmarschall und Marschall der Russischen Föderation in Streitkräften anderer Staaten.
Einen noch höheren und damit höchsten Dienstgrad der US-amerikanischen Streitkräfte stellt der General of the Armies dar – ein Rang, der bislang nur 1919 an John J. Pershing, 1976 im Rahmen der Feierlichkeiten zur 200-jährigen Unabhängigkeit der USA postum an George Washington und 2022 anlässlich seines 200. Geburtstages ebenfalls postum an Ulysses S. Grant vergeben wurde.

## Historische Entwicklung

### George Washington
Seit den Zeiten des Amerikanischen Unabhängigkeitskriegs war der höchste regulär vergebene Dienstgrad der US Army der eines Major General. Der Rang eines Lieutenant General wurde vor dem Amerikanischen Bürgerkrieg nur zwei Mal vergeben: an George Washington 1798 und (als Brevet-Rang) an Winfield Scott 1855.
Washington trug seit 1775 den Titel des Continental Army General and Commander In Chief, war damit der ranghöchste General der US Army und hatte dabei seinerzeit den höchsten Dienstgrad eines Major General inne. Diesen Posten gab er 1783 an Major General Henry Knox ab, der nun den Titel des Senior Officer of the US Army trug. Von 1798 bis 1799 übernahm Washington abermals den Oberbefehl der US Army als Senior Officer of the US Army. Dafür wurde für ihn im selben Jahr der Rang des Lieutenant General geschaffen. Am 3. März 1799 erhielt er den Titel – nicht den Dienstgrad – eines General of the Armies of the United States, wobei er den Dienstgrad eines Lieutenant Generals behielt.
Nach der Einführung des Dienstgrades General of the Army mit fünf Sternen während des Zweiten Weltkrieges wurde Washington zur Zweihundertjahrfeier der Vereinigten Staaten am 11. Oktober 1976 postum „für die Vergangenheit und Gegenwart“ der höchste Dienstgrad eines
General of the Armies of the United States verliehen. Hierbei wurde bestimmt, dass kein US-Offizier jemals einen höheren Rang als Washington bekleiden darf.

### Nach dem Sezessionskrieg

General of the Army Schulterklappe, 1866–1872 (Grant und Sherman)

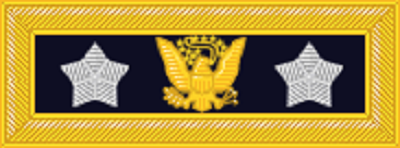
General of the Army Schulterklappe, 1872–1888 (Sherman und Sheridan)

Nach dem Ende des Sezessionskriegs wurde am 25. Juli 1866 durch den US-Kongress der Dienstgrad eines General of the Army of the United States etabliert. Ulysses S. Grant war 1864 zum Lieutenant General ernannt worden, als er Commanding General of the United States Army werden sollte.
Der neue Dienstgrad des General of the Army of the United States war wie der des Lieutenant General als singulärer Dienstgrad konzipiert, konnte also nur von jeweils einer Person getragen werden, normalerweise dem Commanding General of the United States Army. Grant trug den Rang bis zu seiner Vereidigung als 18. Präsident der Vereinigten Staaten im März 1869, wonach er auf seinen Nachfolger als Commanding General William T. Sherman überging, während Philip Sheridan zum Lieutenant General aufstieg.
Als Insignien trug Grant vier Sterne und das US-Wappen an der Uniform, während Sherman und später Sheridan auf den Schulterklappen durch zwei Sterne und das US-Wappen gekennzeichnet waren. Der damals höchste Dienstgrad wird heute mit dem eines Generals verglichen (US-Soldstufe O-10). Per Gesetz wurde am 1. Juni 1888 der Dienstgrad des Lieutenant General abgeschafft und der des General of the Army of the United States so herabgestuft und Sheridan verliehen. Dieser starb jedoch am 5. August 1888, womit der Dienstgrad des Major Generals mit zwei Sternen wieder der ranghöchste war.
1903 wurde mit dem Admiral of the Navy ein vergleichbares Konstrukt für die United States Navy geschaffen. Diesen Rang trug lediglich eine Person, George Dewey (rückwirkend datiert auf 1899).

### General of the Armies of the United States (Dienstgrad und Titel)

Rangabzeichen General of the Armies of the United States (Pershing)

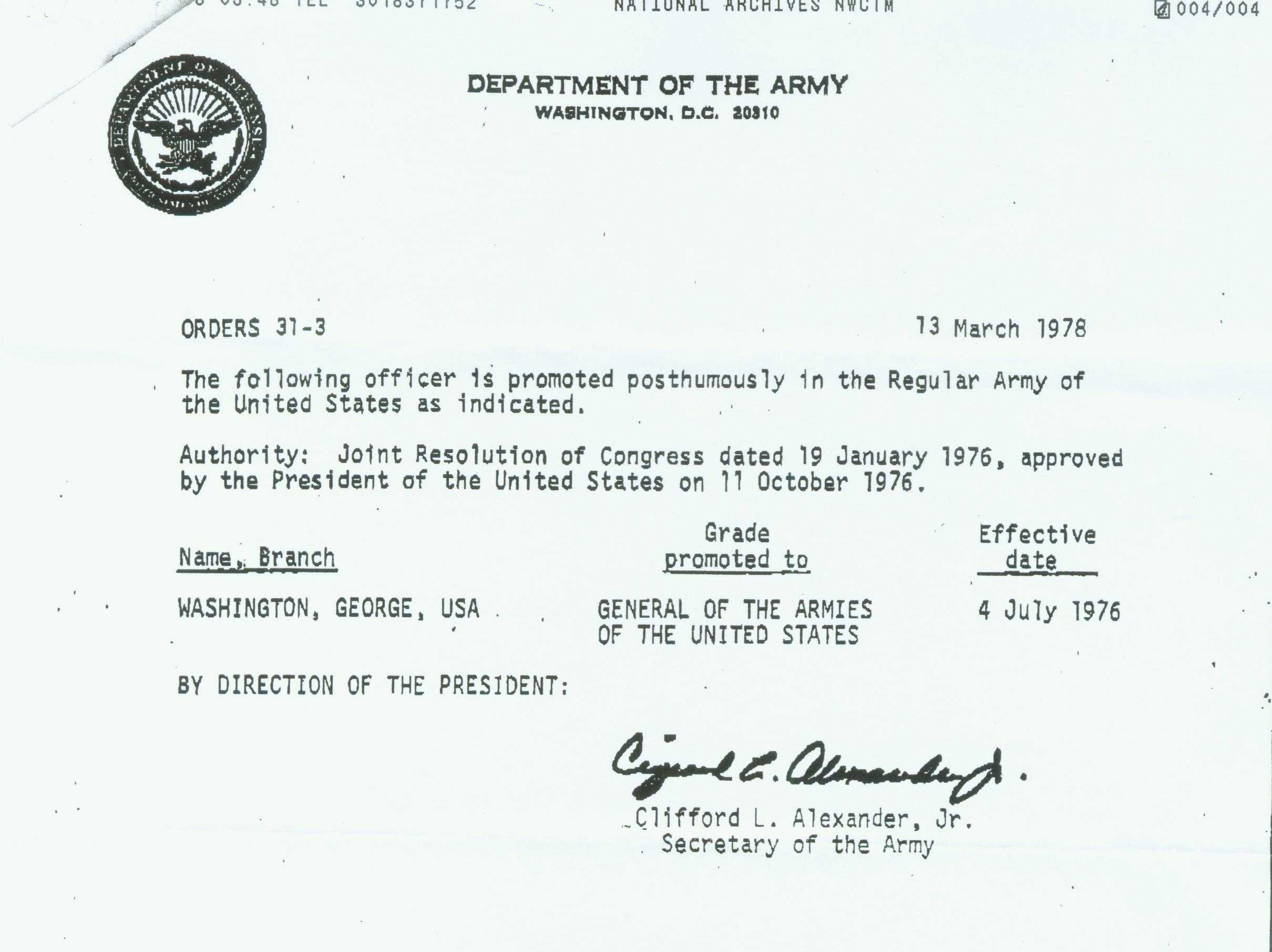
GAS-Promotionsbrief für George Washington (1976)

Nach dem Kriegseintritt der Vereinigten Staaten in den Ersten Weltkrieg wurden 1917 erstmals wieder die Dienstgrade des Lieutenant General und General verliehen. Nach dem Ende des Krieges wurde John J. Pershing in Anerkennung seiner Leistung als Oberbefehlshaber der American Expeditionary Forces in Europa als einzigem zu Lebzeiten der Rang eines General of the Armies of the United States verliehen. Er rangierte damit über den Generalen der US Army und war vergleichbar mit dem zeitgenössischen deutschen Generalfeldmarschall. Pershing wurde es gestattet, seine eigenen Insignien zu wählen. Er entschied sich, die vier Sterne eines Generals zu tragen, jedoch in Gold statt wie üblich in Silber.
Am 11. Oktober 1976 wurde George Washington zur Zweihundertjahrfeier der Vereinigten Staaten postum „für die Vergangenheit und die Gegenwart“ der höchste Dienstgrad eines General of the Armies of the United States verliehen.

### General of the Army (5-Sterne-General)

Rangabzeichen

Stander

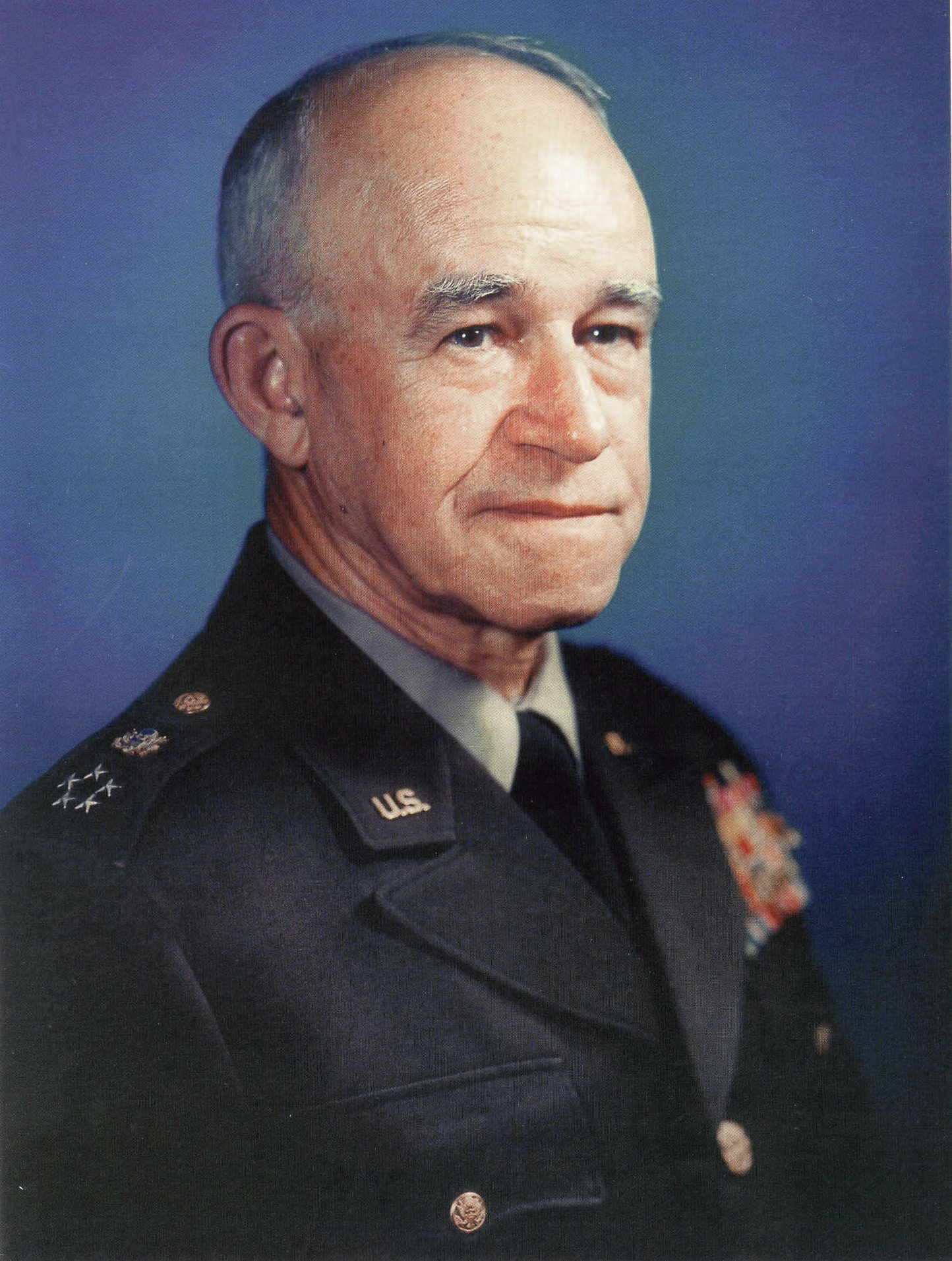
Omar Bradley als General of the Army

Der US General of the Army wurde als Fünf-Sterne-General zunächst temporär am 14. Dezember 1944 durch das Public Law 482 des US-Kongresses geschaffen und am 23. März 1946 endgültig verankert. Zweck war es, einen Rang zu schaffen, der dem des britischen Field Marshals äquivalent war.
Die Insignien des General of the Army sind fünf in einem pentagonalen Muster angeordnete Sterne, deren Ecken sich berühren. Darüber befindet sich das Große Staatssiegel der Vereinigten Staaten.
Nachfolgend sind die Inhaber des Dienstgrades aufgelistet. Zu beachten sind hier die exakt gewählten Zeitpunkte der ersten vier Ernennungen. Die Daten der Ernennung der äquivalenten Fleet Admirals fanden jeweils am 15., 17. und 19. Dezember 1944 statt. Dies geschah, um eine klare Anciennität bzw. Rangfolge unter diesen Offizieren vorzugeben. John J. Pershing, der bis 1948 lebte, wurde als theoretisch ranghöher zu den Generals of the Army des Zweiten Weltkriegs angesehen. Wobei dies unerheblich ist, da er erstens außer Dienst war, als die anderen Offiziere ernannt wurden, und er zweitens seinen Dienstgrad früher als diese verliehen bekam.
| Name                 | Ernennung          |
| -------------------- | ------------------ |
| George C. Marshall   | 16. Dezember 1944  |
| Douglas MacArthur    | 18. Dezember 1944  |
| Dwight D. Eisenhower | 20. Dezember 1944  |
| Henry H. Arnold      | 21. Dezember 1944  |
| Omar N. Bradley      | 20. September 1950 |

Zeitgleich wurden 1944 am 15. Dezember William D. Leahy, am 17. Dezember Ernest J. King und am 19. Dezember Chester W. Nimitz zu vergleichbaren Fleet Admirals (Vereinigtes Königreich: Admiral of the Fleet) befördert. Auch hier wurden die Daten der Ernennung so abgestimmt, um eine klare Rangfolge unter den Offizieren von Armee und Marine vorzugeben.
Henry H. Arnold, im Zweiten Weltkrieg Kommandeur des US-Air-Force-Vorgängers US Army Air Forces, wurde 1944 zum General of the Army ernannt und trat mit diesem Dienstgrad 1946 auch in den Ruhestand. Nach der Etablierung der US Air Force als eigenständige Teilstreitkraft 1947 wurde der entsprechende Rang des General of the Air Force geschaffen. Formal hatte diesen Rang bisher niemand im aktiven Dienst inne. Am 7. Mai 1949 wurde Arnold der Rang eines General of the Air Force verliehen und ein Porträt aufgenommen, auf dem er den Dienstgrad mit Uniform trägt.

### Vergleiche der Dienstgrade und Titel
Vergleiche der verschiedenen Dienstgrade und Titel sind als anachronistisch und irrelevant zu werten, denn der Dienstgrad General of the Armies (of the United States) ist ein sehr seltenes und nicht mit heutigen Dienstgraden vergleichbares Konstrukt. Der Dienstgrad existiert nicht zusammen mit dem General of the Army. Die postume Verleihung des Titels General of the Armies of the United States an George Washington war dabei aber keine eigentliche Etablierung eines militärischen Dienstgrades, sondern nur ein juristisches und zugleich heroisierendes Konstrukt, sodass kein General – auch nicht die Generals of the Army – einen höheren Dienstgrad innehaben konnten als der (bereits tote) Nationalheld Washington.
Der Dienstgrad General of the Armies (of the United States) wurde Pershing nach dem Ersten Weltkrieg verliehen, dieser starb erst 1948 und wäre theoretisch den neu eingeführten General of the Army vorgesetzt gewesen, dann aber nur aufgrund des höheren Dienst- bzw. Rangalters. Jedoch war er im Ruhestand und wäre wohl nicht mit dem alten Rang reaktiviert worden. Im 18. und 19. Jahrhundert war ebenfalls Seniorität vorrangig eher durch individuelle temporäre Ernennungen erfolgt denn durch eine permanente Dienstgradstruktur. Dienstgrad und Titel unterscheiden sich und dürfen nicht verwechselt werden. Zudem sind die Personen und deren Positionen verschiedener Generationen durch die Veränderungen der Titel und Organisationsformen und -größen der US Army nicht zu vergleichen.

## Vergleichbare Ränge in anderen Staaten
Der Rang existiert ebenfalls (zumindest auf dem Papier) in Indonesien und Liberia. In Taiwan war Chiang Kai-shek der einzige Fünf-Sterne-General in der Geschichte der Republik China. In Kroatien wurde dieser Rang (Stožerni General) 1994 an Janko Bobetko vergeben.